# Subotica
Subotica (en serbi: Суботица o Subotica, en hongarès: Szabadka, en alemany: Maria-Theresiopel o Theresiopel, en eslovac: Subotica) és una ciutat i municipi del nord de Sèrbia. És al districte de Bačka del Nord, a la província de Voivodina, a deu km de la frontera amb Hongria. És la segona ciutat més important de la província, rere la capital Novi Sad. La població és de 99.981 habitants segons el cens de 2002. El municipi desagregat té 148.401 habitants. És el centre administratiu del districte de Bačka del Nord. La majoria de la seva població és magiar, i fins al 1918 va formar part de l'Imperi Austrohongarès, període en el qual la ciutat va tenir més puixança. En el període entre 1918 i 1941 formà part del Regne dels Serbis, Croats i Eslovens, quan era la tercera ciutat més poblada, rere Belgrad i Zagreb.

## Llengües
La llengua sèrbia és la més emprada en la vida quotidiana. La llengua hongaresa també és utilitzada per gairebé un terç de la població en les seves converses diàries. Les dues llengües també són àmpliament emprades en senyalització comercial i oficial

## Persones il·lustres
- Péter Lékó, (1979): Gran Mestre Internacional d'escacs.
- Jenö Léner, (1894-1948), violinista.

## Ciutats agermanades
- Elx, País Valencià
- Odorheiu Secuiesc, Romania
- Akron, Estats Units
- Baja, Hongria
- Budapest, Hongria
- Dunajská Streda, Eslovàquia
- Izola, Eslovènia
- Kanjiža, Sèrbia
- Kecskemét, Hongria
- Kiskunhalas, Hongria
- Múnic, Alemanya
- Namur, Bèlgica
- Olomouc, República Txeca
- Osijek, Croàcia
- Szeged, Hongria
- Tilburg, Països Baixos
- Turku, Finlàndia
- Ulm, Alemanya
- Wolverhampton, Anglaterra
- Zirc, Hongria